# جوزف نای
 جوزف نای انگلیسی: Joseph Nye؛ (زاده ۱۹ ژانویهٔ ۱۹۳۷، درگذشته ۸ مهٔ ۲۰۲۵) یک دانشمند و پژوهشگر سیاسی اهل ایالات متحدهٔ آمریکا بود. اصطلاح قدرت نرم به نام او به ثبت رسیده است. وی معتقد است که فرهنگ آمریکایی با جاذبهٔ بالای خود یکی از ستون‌های قدرت آمریکا و یکی از مهم‌ترین ابزارهای نفوذ قدرت آن کشور در صحنهٔ بین‌المللی است.